# Фролов, Станислав Михайлович
Станислав Михайлович Фролов (1 января 1956, Усть-Каменогорск, СССР) — российский и казахстанский тренер по хоккею с шайбой, заслуженный тренер Республики Казахстан.

## Биография
Воспитанник хоккейного клуба «Торпедо» (Усть-Каменогорск). Амплуа – левый защитник. Играл в команде «Торпедо» (Усть-Каменогорск), команде СКА (Хабаровск).
В 1977 году закончил Сибирскую государственную академию физической культуры и спорта в г. Омске. Стаж тренерско-преподавательской работы по хоккею с 1980 года, в ДЮСШ хоккейного клуба «Авангард»  - с 1995 года. В 1995 году присвоено звание Заслуженный тренер Республики Казахстан по хоккею.

## Тренерская карьера
- 1980-1995 гг. - СДЮШОР СК «Алтай-Торпедо», Усть-Каменогорск – тренер группы 1974 г.р.

Первенство СССР среди юниоров 1974 г.р. – март 1992 г., Новосибирск – 1 место.
- С 1995 г. - ДЮСШ «Авангард» г. Омск – тренер группы 1981 г.р.

Первенство России среди команд 1981 г.р. – 1998 г., Тольятти – 2 место,
– 1999 г., Воскресенск – 2 место.
Первенство России среди сборных команд регионов 1981 г.р. – 1999 г., Пенза – 1 место
Выпускники группы 1981 г.р. – игроки команд мастеров:
Языков Станислав  – «Молот» Пермь, «Газовик» Тюмень, «ЦСК ВВС» Самара
Левинский Дмитрий – «Салават Юлаев» Уфа, «Металлург» Новокузнецк
Руденко Константин – «Локомотив» Ярославль, «Атлант» Мытищи, «Барыс» Астана
Шефер Андрей – «Северсталь» Череповец, ЦСКА Москва
Шинкарь Александр – СКА Санкт-Петербург, «Торпедо» Н.Новгород
Васильченко Алексей – «Нефтехимик» Нижнекамск, «Трактор» Челябинск, «Югра» Ханты-Мансийск
Мохов Степан – «Крылья Советов» Москва, «Лада» Тольятти
Выпускники 1981 г.р. – драфта НХЛ 1999 г : Кулешов Михаил, Шефер Андрей, Левинский Дмитрий, Мохов Степан, Руденко Константин
- 1996-1999 гг. – старший тренер юношеской сборной России 1981 г.р.

Чемпионат мира по хоккею с шайбой среди юниорских команд 1999, Германия – 4 место
- 2002-2004 г.: ДЮСШ «Авангард» г. Омск – тренер группы 1987 г.р.

Первенство России среди команд 1987 г.р. – 2003 г., Омск – 1 место 
Первенство России среди сборных команд регионов 1987 г.р.
– 2002 г., Санкт-Петербург – 1 место
– 2003 г., Омск – 1 место.
- 2001-2003 гг – второй тренер сборной России 1987 г.р.
- с 2005 г. – тренер группы 1990 г.р. ДЮСШ «Авангард» Омск

Первенство России среди сборных команд регионов 1990 г.р. – 2006 г., Казань – 2 место
Первенство России среди клубных команд 1990 г.р. – 2007 г., Челябинск – 4 место
Выпускники группы 1990 г.р. – игроки команд мастеров:
Тимкин Евгений – «Витязь» Чехов, «Металлург» Магнитогорск
Мнацян Самвел – «Нефтехимик» Нижнекамск, «Адмирал» Владивосток
Волжанкин Александр – «Казцинк-Торпедо» Усть-Каменогорск, «Рубин» Тюмень (ВХЛ)
Савенков Константин – «Барыс» Астана
Павел Турбин, Павел Смагин – «Лада» Тольятти (ВХЛ), 
Кирилл Полянский – «Буран» Воронеж (ВХЛ)
- с 2007 г. – тренер группы 1993 г.р. ДЮСШ  «Авангард» Омск

Владимир Крамарь – «ЦСКА» Москва, «Звезда-ВДВ» Дмитров
Павел Махановский - «Авангард» Омск, «Сарыарка» Караганда
Максим Казаков - «Авангард» Омск, «Металлург» Новокузнецк
Евгений Мозер – «Авангард» Омск, «Торпедо» Нижний Новгород
- с 2011 г. – тренер группы 1995 г.р. ДЮСШ «Авангард» Омск

Первенство России среди клубных команд 1995 г.р. – 2011 г., Екатеринбург – 3 место
Воспитанники – Денис Костин, Николай Глухов, Иван Фищенко, Владимир Ткачев – привлекались в сборную России/ «Авангард» Омск.
2012 г. – бронзовые призеры Зимней спартакиады молодежи России, Красноярск
Выпускники группы 1995 г.р. – в составе сборной России на юношеском Чемпионате мира 2013 в Сочи – Владимир Ткачев, Николай Глухов.
- Работа главным тренером в фарм-клубах: Северсталь-2, Череповец (1999-2001), Сибирь-2, Новосибирск (2001-2002), Авангард-ВДВ, Омск (2003-2005).

- 2012-2013 г. – главный тренер «Снежные Барсы», Астана.

Тренер молодежной сборной Казахстана в 2012 – 2013 гг. 2-е место на Чемпионате Мира, группа B.
- с 2013 г. – тренер группы 1997 г.р. ДЮСШ  «Авангард» Омск

- 2014 г. Главный тренер команды «Восток» на матче драфта юниоров КХЛ в Санкт-Петербурге [4]